# ذخیره‌گاه طبیعی زارکول

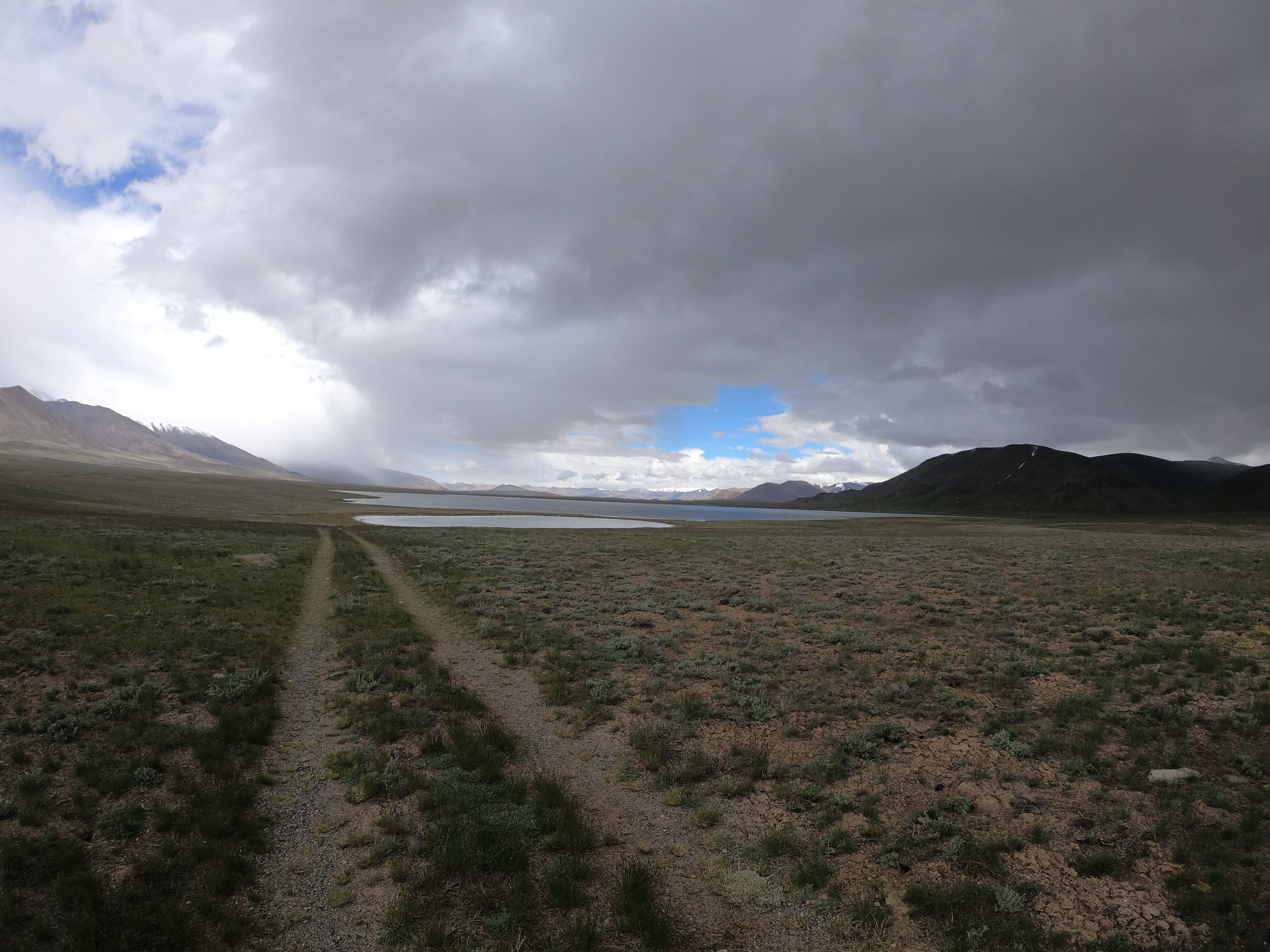
منطقه حفاظت شده در تاجیکستان

ذخیره‌گاه طبیعی زارکول (به انگلیسی: Zorkul Nature Reserve) ۱۶۱۰ کیلومتر مربعی در جنوب شرقی استان خودمختار گورنو-بدخشان در شرق تاجیکستان است که در مجاورت مرز با منطقه واخان افغانستان است. این منطقه در سال ۱۹۷۲ برای نگهداری از غاز سرنواری به عنوان منطقه حفاظت شده و در سال ۲۰۰۰ به یک ذخیره گاه طبیعی ارتقا یافت. همچنین به عنوان منطقه پرندگان مهم (IBA) شناخته شده است. این ذخیره‌گاه دره وسیعی را در ۳۲۰ کیلومتری شرق مرکز استان خوروغ اشغال می‌کند، که در میان کوه‌های پشته‌کوه‌های آلیمور جنوبی و علی‌چور واقع در کوه‌های پامیر شرقی واقع در ۴۰۰۰–۵۴۶۰ متر بالاتر از سطح دریا قرار دارد. این منظره عمدتاً از دامنه‌های ملایم استپ کوهستانی با پوشش گیاهی کم تشکیل شده است. هسته اصلی این ذخیره‌گاه ۳۹۰۰ هکتار دریاچه آب شیرین زارکول در ارتفاع ۴۱۲۵ متر است. حداکثر عمق دریاچه ۶ متر است. اگرچه استفاده از زمین در ذخیره ممنوع است، اما از اطراف آن به عنوان چراگاه استفاده می‌شود.